# 公叔戌
公叔戌（？—？），又名公叔朱，中国春秋时期卫国的卿。卫献公曾孙，成子当之孙，公孙发之子。公叔戌骄傲，并且家资富有。卫灵公非常贪婪，想把公叔家的财物据为己有。卫灵公的夫人南子也讨厌公叔戌，前496年，公叔戌被卫灵公驱逐，公叔戌、北宫结先后逃到鲁国。